# Marco Malvaldi

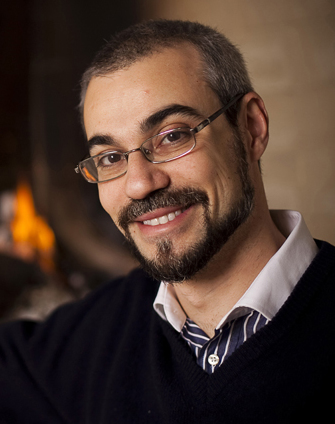
Marco Malvaldi 2017

Marco Malvaldi (* 27. Januar 1974 in Pisa) ist ein italienischer Krimischriftsteller. Bekannt wurde er vor allem mit seiner Serie um den Barista Massimo.

## Biografie
Der eigentliche Beruf von Marco Malvaldi ist Chemiker. Er studierte Theoretische Chemie und erwarb seinen Doktortitel an der Universität Pisa. Anfangs arbeitete er in Pisa und an der Universität Groningen. Die Zeit in den Arbeitspausen bei seiner Arbeit vertrieb er sich mit dem Schreiben von Krimis. Als er damit Erfolg hatte, verließ er die Universität und eröffnete ein eigenes Labor.
Sein erster Roman mit dem Besitzer der BarLume Massimo Viviani, der unfreiwillig in die Aufklärung eines Mordfalls eingebunden wird, erschien 2007. Im Schatten der Pineta spielt in der erfundenen Kleinstadt Pineta an der toskanischen Küste. Malvaldi setzt die Serie um den Barista und seine vier betagten Stammgäste regelmäßig fort und schreibt seit 2011 auch weitere Krimikomödien mit anderen Protagonisten. Das Nest der Nachtigall, ein historischer Krimi aus dem 19. Jahrhundert, gewann den Premio Castiglioncello und den Premio Isola d’Elba Raffaello Brignetti. Der Autor selbst wurde 2013 mit dem Literaturpreis „La Tore“ der Isola d’Elba ausgezeichnet.
Für das italienische Fernsehen wurde die Serie I delitti del BarLume mit Filippo Timi in der Hauptrolle gedreht, die auf Malvaldis Romanen basiert.

## Werke
BarLume-Serie
- Im Schatten der Pineta (2007, La briscola in cinque)
- Die Schnelligkeit der Schnecke (2008, Il gioco delle tre carte)
- Die Einsamkeit des Barista (2010, Il re dei giochi)
- Schlechte Karten für den Barista (2012, La carta più alta)
- Eine Frau für den Barista (2014, Il telefono senza fili)
- Eine Leiche für den Barista (2016, La battaglia navale)

nicht auf Deutsch erschienen
- A bocce ferme (2018)
- Bolle di sapone (2021)
- La morra cinese (2023)
- Piomba libera tutti (2025)

Sammlungen
- Sei casi al BarLume (2016)

Weitere Romane
- Das Nest der Nachtigall (2011, Odore di chiuso)
- Toskanische Verhältnisse (2012, Milioni di milioni)
- Verbrechen auf Italienisch (2013, Argento vivo)
- Ein königliches Theater (2015, Buchi nella sabbia)
- Der geheime Auftrag (2018, La misura dell’uomo)

nicht auf Deutsch erschienen
- Negli occhi di chi guarda (2017)
- Vento in scatola (2019), mit Glay Ghammouri
- Il borghese Pellegrino (2020)
- Chi si ferma è perduto (2022), mit Samantha Bruzzone
- Oscura e Celeste (2023)
- La regina dei sentieri (2024), mit Samantha Bruzzone